# Dino Borgioli
Dino Borgioli (ur. 15 lutego 1891 we Florencji, zm. 12 września 1960 tamże) – włoski tenor, kojarzony głównie z rolami z repertuaru Mozarta, Rossiniego i Donizettiego.

## Życiorys
Uczył się śpiewu u Eugenia Giachettiego we Florencji, swój operowy debiut miał w 1914 r. jako Arturo w I puritani, w Teatro Corso in Milan. Zanim debiutował w 1918 w słynnej La Scali jako Ernesto w Don Pasquale wykonał m.in. partię Fernanda w Faworycie w Teatro Dal Verme.
Na scenie międzynarodowej Borgioli debiutował w 1925 w londyńskiej Royal Opera House jako Edgardo w Łucji z Lammermoor u boku Toti dal Monte, i na festiwalu w Glyndebourne, gdzie wykonywał partię Ottavio w  Don Giovanni oraz Ernesto. Występował również w Paryżu, w Opéra-Comique i operze Garnier, jako Almaviva w Cyruliku sewilskim, Ramiro w Kopciuszku, Il Duca w Rigoletto, Ottavio, Edgardo i des Grieux w Manon.
Jego rola Cavaradossiego w Tosce była debiutową zarówno dla opery w San Francisco w 1932, jak i Lyric Opera w Chicago w 1933. 31 grudnia 1934 roku rolą Rodolfo w La bohème debiutował w Metropolitan Opera w Nowym Jorku. Występował tam tylko jeden sezon: jego innymi rolami były Ottavio i des Grieux (Massenet).
Borgioli był uwielbiany przez publiczność ze względu na swój atrakcyjny głos oraz elegancki i stylowy śpiew, który można usłyszeć w dwóch publikacjach z roku 1928 - Il barbiere di Siviglia i Rigoletto. Mimo wielkiego głosu i licznych ról na deskach najlepszych oper jego sukcesy przyćmił inny tenore di grazia tych czasów, Tito Schipa.
W 1949 roku Borgioli został dyrektorem studiów wokalnych w New Opera Company of London, gdzie reżyserował Il barbiere di Siviglia i La bohème.